# Oltraggio di Fano

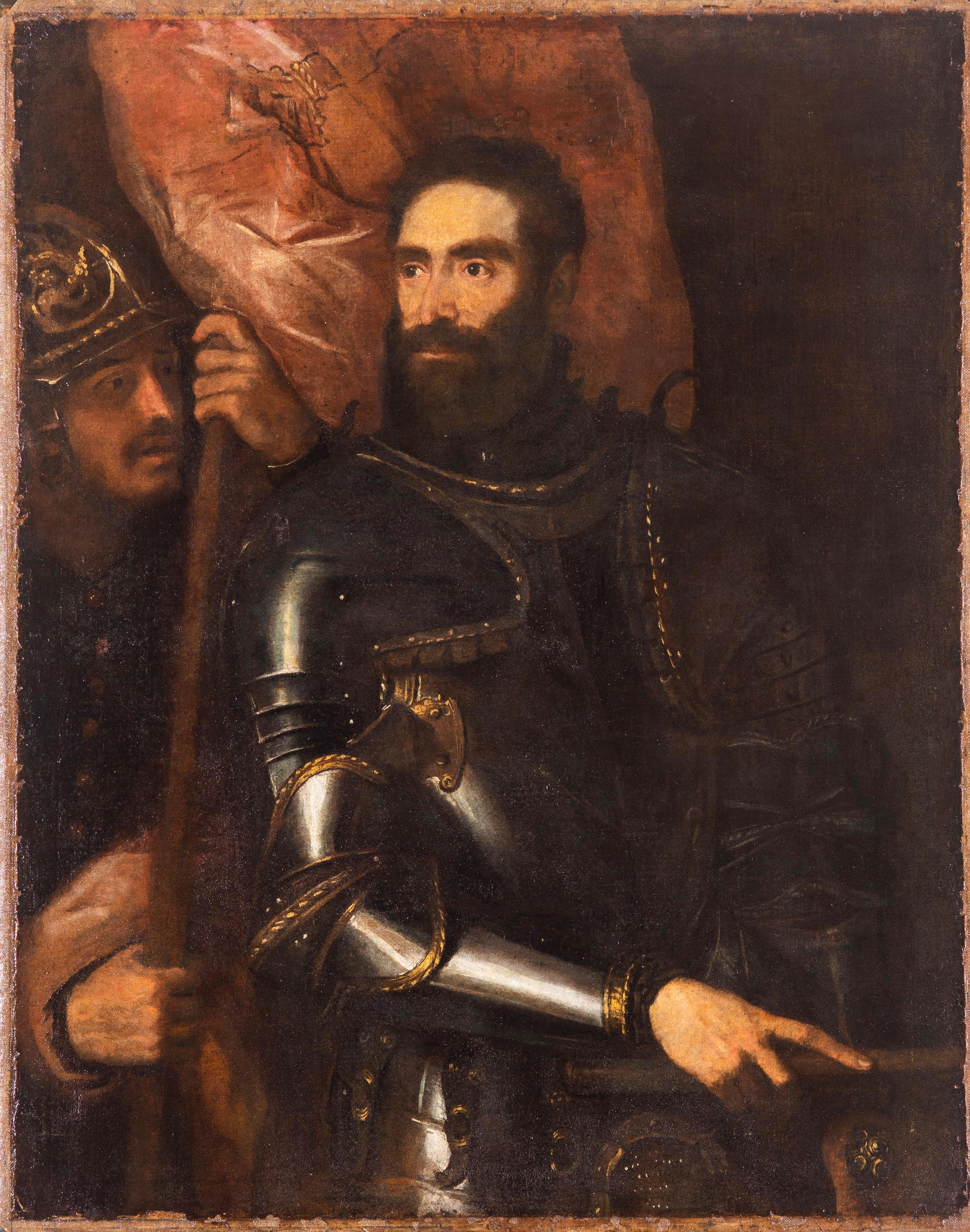
Pier Luigi Farnese in armatura
Tiziano, 1546 circa. Museo Capodimonte - Napoli.

Il termine oltraggio di Fano (talvolta anche stupro di Fano) si riferisce al fatto che sarebbe avvenuto nella città omonima e che coinvolse nel 26 o nel 27 maggio 1537 il condottiero Pier Luigi Farnese ed il vescovo della città marchigiana, Cosimo Gheri. Si tratta di un evento sulla cui veridicità storica persistono dubbi.
Il fatto fu riportato nella Storia fiorentina di Benedetto Varchi. L'autore iniziava la cronaca riferendo le voci che giravano sulla incontenibile depravazione di Pier Luigi Farnese, figlio di Paolo III che, sicuro di farla sempre franca per il fatto di essere figlio del papa, girava per gli Stati della Chiesa stuprando quanti giovanetti gli fossero piaciuti.

## Storia
Resasi vacante la carica di Gonfaloniere della Chiesa, così pressato dai problemi dello Stato Pontificio e dalle incursioni dei pirati che giungevano fino alla foce del Tevere, Paolo III si lasciò convincere che il figlio, capitano esperto e fedele a lui, potesse essere la persona più idonea a ricoprire tale carica. Nel concistoro del 31 gennaio 1537 il pontefice perfezionò la nomina ed il giorno successivo, nella basilica di San Pietro, affidò a Pier Luigi la spada e il gonfalone di capitano della Chiesa.
Farnese iniziò subito un viaggio attraverso i territori dello Stato Pontificio piegando facilmente ogni resistenza e giungendo trionfalmente a Piacenza.
È proprio durante questo viaggio che ci giunge la testimonianza dell'episodio più squallido della vita del condottiero. I contemporanei ci hanno lasciato molti racconti della sua sfrenata sessualità ed in particolare della sua bisessualità, ma il cosiddetto oltraggio di Fano fu quello che lo fece considerare una specie di diavolo in terra.
In occasione di una ispezione alle fortezze marchigiane, Pier Luigi si recò a Fano, dove fu accolto con tutti gli onori dal vescovo del posto, Cosimo Gheri, un ragazzo poco più che ventenne.
Il giorno successivo Farnese incontrò nuovamente il vescovo e manifestò le sue intenzioni, questo il racconto di Benedetto Varchi:
Era messer Cosimo Gheri da Pistoia vescovo di Fano d'età d'anni ventiquattro [...] quando il signor Pier Luigi da Farnese (il quale ebbro della sua fortuna, e sicuro per l'indulgenza del padre di non dover esser non che gastigato, ripreso [non castigato, ma neppure sgridato, NdR], andava per le terre della Chiesa stuprando, o per amore o per forza, quanti giovani gli venivano veduti, che gli piacessero) si partì dalla città d'Ancona per andare a Fano, dove era governatore un frate [...].
Costui, sentita la venuta di Pier Luigi, e volendo incontrarlo, richiese il vescovo, che volesse andare di compagnia a onorare il figliuolo del pontefice, e gonfaloniere di santa Chiesa; il che egli fece, ancoraché mal volentieri il facesse.
La prima cosa della quale domandò Pier Luigi il [al] vescovo, fu, ma con parole proprie e oscenissime secondo l'usanza sua, il quale era scostumatissimo, "come egli si sollazzasse e desse buon tempo con quelle belle donne di Fano". Il vescovo, il qual non era meno accorto che buono, essendogli paruta questa domanda quello ch'ella era, e da chi fatta l'aveva, rispose modestamente, benché alquanto sdegnato, "ciò non essere uficio suo" [la cosa non era il suo compito], e per cavarlo di quel ragionamento soggiunse: "Vostra eccellenza farebbe un gran benefizio a questa sua città, la quale è tutta in parte [divisa in fazioni], s'ella mediante la prudenza e autorità sua la riunisse e pacificasse".
Pier Luigi il giorno di poi, avendo dato l'ordine di quello che fare intendeva, mandò (quasi volesse riconciliare i fanesi) a chiamar prima il governatore, e poi il vescovo. Il governatore, tosto che vedde arrivato il vescovo, uscì di camera, e Pier Luigi cominciò, palpando e stazzonando il vescovo, a voler fare i più disonesti atti che con femmine far si possano; e perché il vescovo, tutto che fosse di poca e debolissima complessione [...] si difendeva gagliardamente non pur [solo] da lui, il quale, essendo pieno di malfranzese [sifilide], non si reggeva a pena in piè, ma da altri suoi satelliti [dipendenti], i quali brigavano di tenerlo fermo, lo fece legare [...].
Non solo li tennero i pugnali ignudi alla gola, minacciandolo continuamente, se si muoveva, di scannarlo, ma anco gli diedero [lo colpirono] parte colle punte e parte co' pomi, di maniera che vi rimasero i segni»
Tuttavia, visto che il vescovo non era disponibile, anzi, si difendeva in maniera piuttosto decisa, Pier Luigi lo fece legare e, sotto la minaccia dei pugnali, lo violentò. Non sopportando l'umiliazione per l'oltraggio subito, dopo poche settimane il vescovo morì. Qualcuno ipotizza che il ragazzo fu fatto avvelenare dallo stesso Pier Luigi, per non far trapelare la notizia dello stupro.

## I capricci del Duca
Suo padre, papa Paolo III, non si faceva illusione a proposito del modo di agire del figlio. Già nel 1535 gli aveva fatto scrivere da mons. Ricalcati una lettera, rimproverandogli gli amori con ragazzi:
Vorrà adunque rimandarli indietro, perché andando in corte dell'Imperator che tanto aborrisce simil vitio, è certissimo che non li potrà portar se non grandissima infamia et dishonore, non sol appresso a Sua Maestà, ma etiam [anche] delli altri grandi.»
Come rivela un documento privato, in data 14 gennaio 1540 in una lettera inviata da Marco Bracci, cancelliere dell'ambasciatore fiorentino a Roma, a Pier Francesco del Riccio, segretario mediceo, vero o no che sia il racconto, è comunque assodato che Pier Luigi Farnese era capace di tali delitti:
Provò con imbasciate e mezzani di vedere se e' poteva ridurre [piegare] il giovane alla sua voglia, e veduta l'obstinatione del giovane, <il> quale non dubitando intervenissi [accadesse] a lui com'è intervenuto a molti e quasi alla più parte, et forse informato et advertito del tutto, non ha volsuto acconsentire, di modo che intrata S. Ex.tia, spinto dal furore di Cupido, in gran collera, si deliberò in ogni evento [decise ad ogni costo] di haverlo, et a<p>postato [pedinato] chi il praticava [lo frequentava] in casa di non so chi servitore, insieme con certi sua fidati li dette la battaglia alla casa [assaltò la casa], et così entrato il buon giovane, veduto non haveva rimedio, si lassò calare da una fenestra, et così scampò la furia per quella volta.
Veduto il buon duca che e' non li venia fatta quella volta nè alchuna fiata se l'havesse dicto [non ci sarebbe mai riuscito se lo avesse raccontato], et così dandoli la caccia, si fuggì il povero figliolo in casa di certi merchanti genovesi, dove che havendo ancora la caccia drieto, prese per expediente [decisione] più presto voler morire di cascata, che come il povero vescovo di Fano, e così di nuovo eripuit fugam [si diede alla fuga], e si gettò a terra di [da] un'alta finestra, e scampato il pericolo tornò a casa mezzo morto.
Et di nuovo sapendo il comandamento, che haveva ordinato a circa 40 persone che lo pigliassino, et li fusse condotto per forza, lo conferì [rivelò] al cardinale suo, <il> quale lho ha mandato in Lombardia per le poste; e certo n'è stato biasimato, che [perché] doveva pur far compiacere un tanto Signore, se Cupido lho haveva preso, e non far che sia ito allo stato per [da] disperato.»
La fama di Pierluigi Farnese fra i contemporanei non era buona, come testimoniato anche da Bernardo Segni:
Quando fu assassinato nel 1547 a Piacenza da una congiura di nobili, una pasquinata in lingua latina che immaginava l'arrivo di Pierluigi nell'aldilà si concludeva così:
Plutone cominciò a temere per le sue natiche»